# Martina Zvěřinová
Martina Zvěřinová, roz. Dočkalová, (* 22. července 1983 Pardubice) je česká reprezentantka v orientačním běhu. Mezi její největší úspěch patří zlatá a stříbrná medaile z juniorského mistrovství světa 2003 a 2001. V současnosti běhá za český klub OK Lokomotiva Pardubice a též za finský klub Tampereen Pyrintö za který startuje ve skandinávii. V sobotu 7.8.2010 se na Zemské Bráně vdala za orientačního běžce Petra Zvěřinu.

## Sportovní kariéra

### Umístění na MŠ a ME
| Přehled úspěchů na Mistrovství světa | Přehled úspěchů na Mistrovství světa | Přehled úspěchů na Mistrovství světa | Přehled úspěchů na Mistrovství světa | Přehled úspěchů na Mistrovství světa |
| Mistrovství světa                    | Sprint                               | Middle                               | Long                                 | Štafety                              |
| ------------------------------------ | ------------------------------------ | ------------------------------------ | ------------------------------------ | ------------------------------------ |
| Rapperswil 2003                      | DSQ                                  | X                                    | X                                    | 5. místo                             |
| Aichi 2005                           | 26. místo                            | 25. místo                            | X                                    | X                                    |
| Miskolc 2009                         | 35. místo                            | X                                    | 25. místo                            | X                                    |
| Savojsko 2011                        | X                                    | 22. místo                            | DSQ                                  | 2. místo                             |

| Přehled úspěchů na Mistrovství Evropy | Přehled úspěchů na Mistrovství Evropy | Přehled úspěchů na Mistrovství Evropy | Přehled úspěchů na Mistrovství Evropy | Přehled úspěchů na Mistrovství Evropy |
| Mistrovství Evropy                    | Sprint                                | Middle                                | Long                                  | Štafety                               |
| ------------------------------------- | ------------------------------------- | ------------------------------------- | ------------------------------------- | ------------------------------------- |
| Røskilde 2004                         | 30. místo                             | X                                     | X                                     | 7. místo                              |
| Ventspils 2008                        | X                                     | 48. místo                             | 29. místo                             | X                                     |
| Primorsko 2010                        | X                                     | 33. místo                             | 15. místo                             | 6. místo                              |

| Přehled úspěchů na Mistrovství světa juniorů | Přehled úspěchů na Mistrovství světa juniorů | Přehled úspěchů na Mistrovství světa juniorů | Přehled úspěchů na Mistrovství světa juniorů | Přehled úspěchů na Mistrovství světa juniorů |
| Mistrovství světa juniorů                    | Sprint                                       | Middle                                       | Long                                         | Štafety                                      |
| -------------------------------------------- | -------------------------------------------- | -------------------------------------------- | -------------------------------------------- | -------------------------------------------- |
| Miskolc 2001                                 | X                                            | 14. místo                                    | 16. místo                                    | 2. místo                                     |
| Alicante 2002                                | X                                            | 56. místo                                    | 24. místo                                    | 6. místo                                     |
| Põlva 2003                                   | X                                            | 21. místo                                    | 1. místo                                     | 4. místo                                     |

### Umístění na MČR
| Umístění na Mistrovství České republiky v orientačním běhu | Umístění na Mistrovství České republiky v orientačním běhu | Umístění na Mistrovství České republiky v orientačním běhu | Umístění na Mistrovství České republiky v orientačním běhu | Umístění na Mistrovství České republiky v orientačním běhu | Umístění na Mistrovství České republiky v orientačním běhu | Umístění na Mistrovství České republiky v orientačním běhu | Umístění na Mistrovství České republiky v orientačním běhu | Umístění na Mistrovství České republiky v orientačním běhu | Umístění na Mistrovství České republiky v orientačním běhu | Umístění na Mistrovství České republiky v orientačním běhu | Umístění na Mistrovství České republiky v orientačním běhu |
| Ročník                                                     | Kategorie                                                  | Klasická                                                   | Krátká                                                     | Sprint                                                     | Dlouhá                                                     | Noční                                                      | Ranking                                                    | Členství v klubu                                           | Štafety                                                    | Kluby                                                      | Sprint. štafety                                            |
| ---------------------------------------------------------- | ---------------------------------------------------------- | ---------------------------------------------------------- | ---------------------------------------------------------- | ---------------------------------------------------------- | ---------------------------------------------------------- | ---------------------------------------------------------- | ---------------------------------------------------------- | ---------------------------------------------------------- | ---------------------------------------------------------- | ---------------------------------------------------------- | ---------------------------------------------------------- |
| MČR 1997                                                   | D16 – mladší dorostenky                                    |                                                            | 19. místo                                                  |                                                            |                                                            | 17. místo                                                  |                                                            | OK Lokomotiva Pardubice                                    |                                                            |                                                            |                                                            |
| MČR 1997                                                   | D18 – starší dorostenky                                    |                                                            |                                                            |                                                            |                                                            | OK Lokomotiva Pardubice                                    | 6. místo                                                   |                                                            |                                                            |                                                            |                                                            |
| MČR 1998                                                   | D16 – mladší dorostenky                                    | 1. místo                                                   |                                                            |                                                            | 3. místo                                                   | OK Lokomotiva Pardubice                                    |                                                            |                                                            |                                                            |                                                            |                                                            |
| MČR 1998                                                   | D18 – starší dorostenky                                    |                                                            |                                                            | 9. místo                                                   |                                                            | OK Lokomotiva Pardubice                                    | 7. místo                                                   | 5. místo                                                   |                                                            |                                                            |                                                            |
| MČR 1999                                                   | D16 – mladší dorostenky                                    | 1. místo                                                   | 5. místo                                                   | 1. místo                                                   |                                                            | 1. místo                                                   | 657. místo                                                 | OK Lokomotiva Pardubice                                    |                                                            |                                                            |                                                            |
| MČR 1999                                                   | D18 – starší dorostenky                                    |                                                            |                                                            |                                                            |                                                            |                                                            |                                                            | OK Lokomotiva Pardubice                                    | 3. místo                                                   | 4. místo                                                   |                                                            |
| MČR 2000                                                   | D18 – starší dorostenky                                    | 1. místo                                                   | 1. místo                                                   | 2. místo                                                   | 2. místo                                                   | 2. místo                                                   | 47. místo                                                  | OK Lokomotiva Pardubice                                    | 2. místo                                                   | 2. místo                                                   |                                                            |
| MČR 2001                                                   | D18 – starší dorostenky                                    |                                                            | 5. místo                                                   | 2. místo                                                   |                                                            | 2. místo                                                   | 29. místo                                                  | OK Lokomotiva Pardubice                                    | 2. místo                                                   | 1. místo                                                   |                                                            |
| MČR 2002                                                   | D20 – juniorky                                             | 1. místo                                                   | 1. místo                                                   | 2. místo                                                   |                                                            |                                                            | 4. místo                                                   | OK Lokomotiva Pardubice                                    |                                                            |                                                            |                                                            |
| MČR 2002                                                   | D21 – ženy                                                 |                                                            |                                                            |                                                            |                                                            |                                                            |                                                            | OK Lokomotiva Pardubice                                    | 3. místo                                                   | 8. místo                                                   |                                                            |
| MČR 2003                                                   | D20 – juniorky                                             | 1. místo                                                   | 1. místo                                                   | 1. místo                                                   | 1. místo                                                   | 4. místo                                                   | 5. místo                                                   | OK Lokomotiva Pardubice                                    |                                                            |                                                            |                                                            |
| MČR 2003                                                   | D21 – ženy                                                 |                                                            |                                                            |                                                            |                                                            |                                                            |                                                            | OK Lokomotiva Pardubice                                    | 1. místo                                                   | 1. místo                                                   |                                                            |
| MČR 2004                                                   | D21 – ženy                                                 |                                                            | 3. místo                                                   | 7. místo                                                   | 3. místo                                                   |                                                            | 4. místo                                                   | OK Lokomotiva Pardubice                                    | 2. místo                                                   | 6. místo                                                   |                                                            |
| MČR 2005                                                   | D21 – ženy                                                 | 3. místo                                                   | 3. místo                                                   | 4. místo                                                   |                                                            | 4. místo                                                   | 4. místo                                                   | OK Lokomotiva Pardubice                                    | 1. místo                                                   | 1. místo                                                   |                                                            |
| MČR 2006                                                   | D21 – ženy                                                 | 3. místo                                                   |                                                            |                                                            |                                                            |                                                            | 3. místo                                                   | OK Lokomotiva Pardubice                                    | 1. místo                                                   | 2. místo                                                   |                                                            |
| MČR 2007                                                   | D21 – ženy                                                 | 5. místo                                                   | 4. místo                                                   | 8. místo                                                   |                                                            |                                                            | 6. místo                                                   | OK Lokomotiva Pardubice                                    | 1. místo                                                   |                                                            |                                                            |
| MČR 2008                                                   | D21 – ženy                                                 | 8. místo                                                   | 6. místo                                                   | 10. místo                                                  | disk                                                       |                                                            | 5. místo                                                   | OK Lokomotiva Pardubice                                    | 1. místo                                                   | 4. místo                                                   |                                                            |
| MČR 2009                                                   | D21 – ženy                                                 | 2. místo                                                   | 1. místo                                                   | 2. místo                                                   | 6. místo                                                   |                                                            | 2. místo                                                   | OK Lokomotiva Pardubice                                    | 2. místo                                                   | 1. místo                                                   |                                                            |
| MČR 2010                                                   | D21 – ženy                                                 | 1. místo                                                   | 3. místo                                                   | 4. místo                                                   | 1. místo                                                   |                                                            | 1. místo                                                   | OK Lokomotiva Pardubice                                    | 1. místo                                                   | 5. místo                                                   |                                                            |
| MČR 2011                                                   | D21 – ženy                                                 | 2. místo                                                   | 14. místo                                                  | 6. místo                                                   |                                                            |                                                            | 2. místo                                                   | OK Lokomotiva Pardubice                                    | 1. místo                                                   | 3. místo                                                   |                                                            |
| MČR 2012                                                   | D21 – ženy                                                 | 8. místo                                                   | 31. místo                                                  |                                                            |                                                            | 19. místo                                                  | OK Lokomotiva Pardubice                                    |                                                            | 8. místo                                                   |                                                            |                                                            |
| MČR 2013                                                   | D21 – ženy                                                 | 10. místo                                                  | 4. místo                                                   | 2. místo                                                   |                                                            | 4. místo                                                   | OK Lokomotiva Pardubice                                    | 1. místo                                                   | 4. místo                                                   |                                                            |                                                            |
| MČR 2014                                                   | D21 – ženy                                                 | 4. místo                                                   | 2. místo                                                   | 5. místo                                                   |                                                            | 1. místo                                                   | OK Lokomotiva Pardubice                                    | 7. místo                                                   | 3. místo                                                   | 4. místo                                                   |                                                            |
| MČR 2015                                                   | D21 – ženy                                                 |                                                            |                                                            |                                                            |                                                            | 275. místo                                                 | OK Lokomotiva Pardubice                                    |                                                            |                                                            |                                                            |                                                            |
| MČR 2016                                                   | D21 – ženy                                                 | 9. místo                                                   | 26. místo                                                  |                                                            |                                                            | 12. místo                                                  | OK Lokomotiva Pardubice                                    | 4. místo                                                   | 5. místo                                                   |                                                            |                                                            |
| MČR 2017                                                   | D21 – ženy                                                 | 10. místo                                                  | 15. místo                                                  |                                                            |                                                            | 16. místo                                                  | OK Lokomotiva Pardubice                                    | 12. místo                                                  | 3. místo                                                   |                                                            |                                                            |
| MČR 2018                                                   | D21 – ženy                                                 | 22. místo                                                  | 11. místo                                                  | 22. místo                                                  |                                                            | 19. místo                                                  | OK Lokomotiva Pardubice                                    | 10. místo                                                  | 3. místo                                                   |                                                            |                                                            |
| MČR 2019                                                   | D21 – ženy                                                 | disk                                                       | 18. místo                                                  | 15. místo                                                  |                                                            | 16. místo                                                  | OK Lokomotiva Pardubice                                    | 10. místo                                                  | 15. místo                                                  | 6. místo                                                   |                                                            |
| MČR 2020                                                   | D21 – ženy                                                 | 22. místo                                                  | 13. místo                                                  |                                                            |                                                            | 16. místo                                                  | OK Lokomotiva Pardubice                                    | 2. místo                                                   |                                                            |                                                            |                                                            |